# Potolčeni kramoh
Potolčeni kramoh je glavni lik v istoimenski črtici iz zbirke Solzice, ki jo je napisal Prežihov Voranc. Zbirka Solzice je bila prvič natisnjena leta 1949 v tiskarni Mladinska knjiga v Ljubljani in je bila večkrat ponatisnjena. Zbirka je prevedena v devet jezikov. 

## O zbirki
Vorančeva zadnja knjiga je zbirka črtic Solzice, katero je namenil predvsem otrokom, ki so bili zaradi socialnih razmer prisiljeni v prezgodnje delo, ter so bili zaradi tega prikrajšani za otroštvo. Namenil pa jih je tudi otrokom kot pričevanje o drugačnem otroštvu, kakor ga doživljajo oni sami, in kot opomin.
Črtica je kratka pripoved brez prave zgodbe. V središču je sicer kak dogodek ali pripetljaj, vendar je pomembnejše ozračje, ideja, doživljaj, ki ga posreduje bralcu; zato je po navadi lirična, refleksivna ali impresionistična. 

## Vsebina črtice
Črtica je avtobiografska. Pripoveduje o siroti z imenom Cencelj, ki je rejenec pri nekem bogatem kmetu. Cencelj je droben deček z zelo svetlo poltjo. Otroci mu zaradi njegovega izgleda nadenejo nadimek Potolčeni kramoh. Nihče ne ve kaj pomeni ta izraz, vendar pa vsi vedo, da nekaj negativnega, slabšalnega. Cencelj ni zadovoljen s svojim novim nadimkom, kar tudi pokaže ostalim otrokom, in sicer tako, da vsakega, ki ga tako poimenuje, pretepe. Zaradi tega se ga vsi otroci bojijo, samo Voranc ne, saj Cencelj nanj gleda s spoštovanjem. Kljub temu, da Cencelj z otroki fizično obračunava, ga zato nič manj ne zmerjajo, kvečjemu več. Nekega dne, ko Voranc Cenclja zmerja, pa se slednji enostavno »zlomi«, saj ne prenese več vsega tega zmerjanja in tako svojo ranljivost tudi prvič navzven pokaže. Voranc tedaj sprevidi, kako zelo je Cencelj zaradi nadimka prizadet, zato ga od tedaj naprej nikoli več ne pokliče Potolčeni kramoh ter mu celo obljubi, da ga bo branil pred nadaljnjimi žaljivkami.

## O literarnih likih
Glavni literarni lik je Potolčeni kramoh, droben deček z belimi lasmi, belimi obrvmi, belo kožo in velikokrat oblečen v belo. Zaradi svojega izgleda je večkrat tarča posmeha. Je sirota in v zaporu pri bogatem kmetu. Beseda kramoh pomeni nekaj posmehljivega, žaljivega, tujega, nekaj kar bi utegnilo biti s hudobnim duhom. Beseda potolčeni pa kaže na njegovo majhnost in zgrbljenost. Zaradi svoje vzgoje in pomanjkanja samozavesti se ni sposoben besedno ubraniti pred zmerljivkami, zato se brani s tepežem. Boji se le Voranca, vsem ostalim pa se lahko zoperstavi. 
Drugi literarni lik, ki se pojavi v črtici, je pripovedovalec sam. Kot vsi ostali otroci, tudi on uporablja zmerljivke in žaljivke. Ob spoznanju, da je dečka prizadel, preneha s tovrstnimi dejanji. bil je majhen in grbaste postave

## Izdaje
- Prežihov, Voranc: Solzice. Ljubljana: Mladinska knjiga, 1949
- Prežihov, Voranc: Solzice. Ljubljana: Mladinska knjiga, 1956
- Prežihov, Voranc: Solzice. Ljubljana: Mladinska knjiga, 1960
- Prežihov, Voranc: Solzice. Ljubljana: Mladinska knjiga, 1964
- Prežihov, Voranc: Solzice. Ljubljana: Mladinska knjiga, 1967
- Prežihov, Voranc: Solzice. Ljubljana: Mladinska knjiga, 1968
- Prežihov, Voranc: Solzice. Ljubljana: Mladinska knjiga, 1971
- Prežihov, Voranc: Solzice. Ljubljana: Mladinska knjiga, 1973
- Prežihov, Voranc: Solzice. Ljubljana: Mladinska knjiga, 1977
- Prežihov, Voranc: Solzice. Ljubljana: Mladinska knjiga, 1978
- Prežihov, Voranc: Solzice. Ljubljana: Mladinska knjiga, 1981
- Prežihov, Voranc: Solzice. Ljubljana: Mladinska knjiga, 1983
- Prežihov, Voranc: Solzice. Ljubljana: Mladinska knjiga, 1985
- Prežihov, Voranc: Solzice. Ljubljana: Mladinska knjiga, 1988
- Prežihov, Voranc: Solzice. Ljubljana: Mladinska knjiga, 2000
- Prežihov, Voranc: Solzice. Ljubljana: Mladinska knjiga, 2002